# Sabra (lepidòpter)
Sabra és un gènere de papallones nocturnes de la subfamília Drepaninae.

## Taxonomia
- Sabra harpagula (Esper, [1786])
- Sabra sinica (Yang, 1978)
- Sabra taibaishanensis (Chou & Xiang, 1987)